# Suzanne Farrell: Elusive Muse
Pour plus de détails, voir Fiche technique et Distribution.
Suzanne Farrell: Elusive Muse est un film américain réalisé par Anne Belle et Deborah Dickson, sorti en 1996.   
Il a été diffusé à la télévision dans le cadre de la série Great Performances.

## Synopsis
Le documentaire revient sur la vie de la ballerine Suzanne Farrell.

## Fiche technique
- Titre : Suzanne Farrell: Elusive Muse
- Réalisation : Anne Belle et Deborah Dickson
- Photographie : Don Lenzer
- Montage : Deborah Dickson
- Production : Anne Belle et Catherine Tambini
- Pays :  États-Unis
- Genre : Documentaire
- Durée : 90 minutes
- Dates de sortie : 
  -  États-Unis : 5 octobre 1996 (New York Film Festival)

## Distinctions
Le film a été nommé à l'Oscar du meilleur film documentaire.